# Còlit frontblanc
El còlit frontblanc (Oenanthe albifrons) és una espècie d'ocell de la família dels muscicàpids (Muscicapidae) pròpia de l'Àfrica subsahariana. Es troba en una àmplia franja que s'estén des del Senegal i Guinea fins al Sudan del Sud i Uganda, amb poblacions aïllades a Eritrea i Etiòpia. Habita les sabanes tropicals i els matollars. El seu estat de conservació es considera de risc mínim.